# E.X. Troopers
E.X. Troopers (エクストルーパーズ) est un jeu vidéo de tir en vue à la troisième personne développé et édité par Capcom le 22 novembre 2012 sur les consoles PlayStation 3 et Nintendo 3DS.
Présenté comme un dérivé de la licence Lost Planet, le jeu se présente sous un style manga avec des graphismes en cel-shading. L'action se déroule sur la planète EDN-3rd.